# Air China
Air China (chiń. upr. 中国国际航空公司, chiń. trad. 中國國際航空公司, pinyin Zhōngguó Guójì Hángkōng Gōngsī) – chińskie narodowe linie lotnicze, mające siedzibę w Pekinie. Głównym węzłem jest Port lotniczy Pekin. Linie lotnicze są odpowiedzialne za przeloty władz chińskich, co podkreśla wyjątkowy status narodowych linii lotniczych. Logo linii stanowi artystyczne wyobrażenie feniksa, wzór ten jest równocześnie przekształceniem liter „VIP”. Air China należą do sojuszu Star Alliance.
Air China jest dziesiątą co do wielkości linią lotniczą na świecie. Linie przetransportowały 41.28 mln pasażerów w 2009, co ulokowało ją za głównymi konkurentami: liniami China Southern Airlines i China Eastern Airlines. Pomimo to, Air China są najbardziej dochodowymi liniami lotniczymi w Chinach oraz największymi liniami pod względem wartości rynkowej. Dochód linii w 2009 wyniósł 4,85 mld CNY (711,5 mln USD).
Oceniając Air China agencja ratingowa Skytrax przyznała trzy gwiazdki.

## Historia

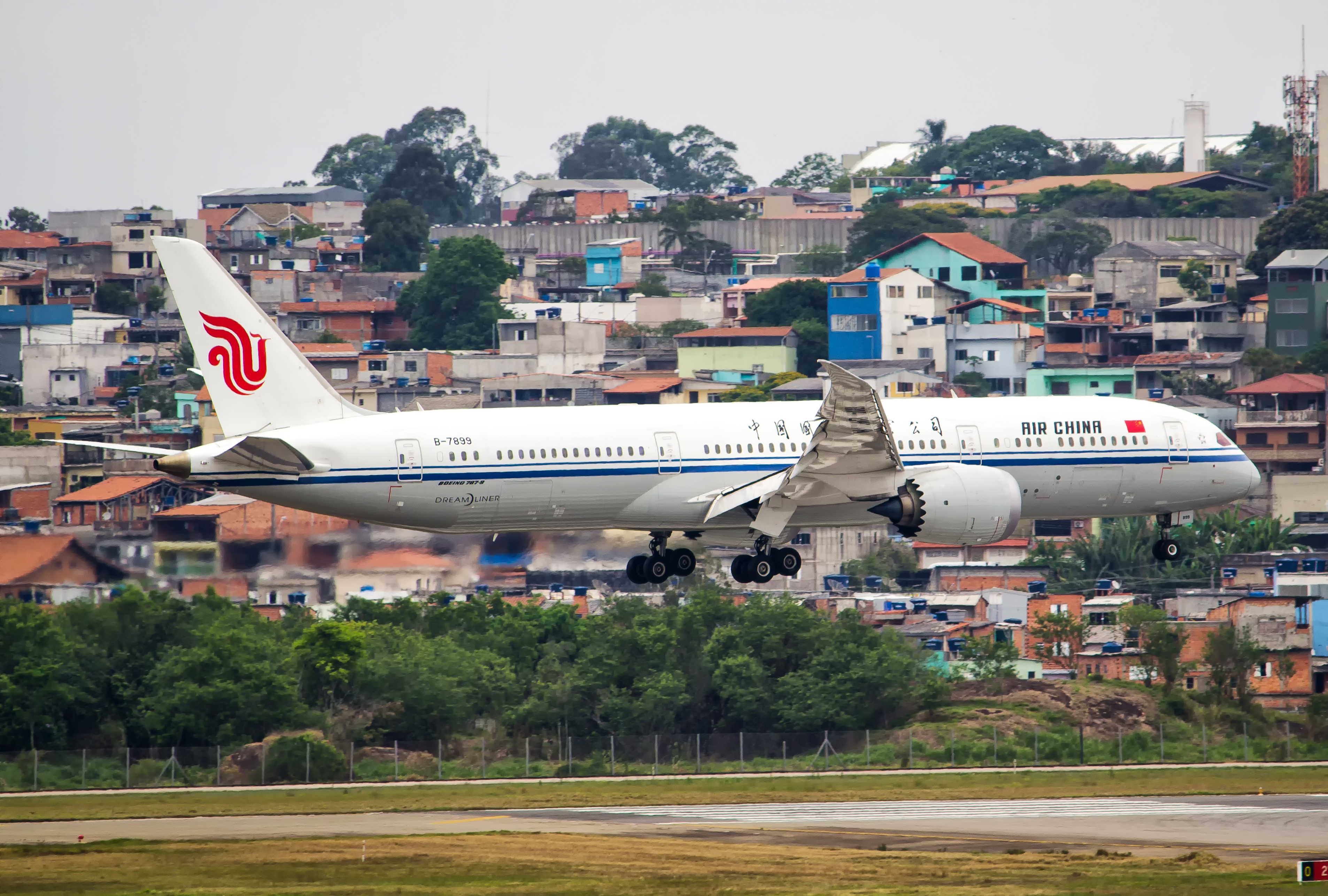
Boeing 787-9 Air China

Linie Air China zostały założone 1 lipca 1988. Ich powstanie było rezultatem decyzji rządu o rozbiciu działów operacyjnych chińskiej Cywilnej Administracji Lotniczej (CAAC) na osobne przedsiębiorstwa. W 1987 CAAC zostało poddane restrukturyzacji, w wyniku której podzielono je na 6 linii lotniczych: Air China, China Eastern Airlines, China Southern Airlines, China Northern Airlines, China Southwest Airlines oraz China Northwest Airlines. Air China otrzymała autonomię 1 lipca 1988, została obłożona odpowiedzialnością za loty międzykontynentalne i przejęła flotę dalekiego zasięgu CAAC (samoloty Boeing 707, 747 i 767) oraz jej trasy.
W styczniu 2001 dziesięć chińskich linii lotniczych ogłosiło plan połączenia się. Air China miała nabyć China Southwest Airlines, przed fuzją Air China były czwartymi co do wielkości chińskimi liniami lotniczymi. Pozwoliło to zbudować grupę, której aktywa wyniosły 56 miliardów juanów, w której skład weszło 118 samolotów. 28 października 2002 Air China zostało skonsolidowane z Narodową Chińską Korporacją Lotniczą (CNAC) i China Southwest Airlines.
15 grudnia 2004 Air China zadebiutowała na Giełdzie Papierów Wartościowych w Hongkongu i na London Stock Exchange, a 18 grudnia 2006 miała swój debiut na Szanghajskiej Giełdzie Papierów Wartościowych. Obecnie jest to największa linia lotnicza na świecie pod względem wartości rynkowej.
W 2006 linie podpisały umowę o wstąpieniu do sojuszu Star Alliance. Członkiem sojuszu zostały 12 grudnia 2007 obok Shanghai Airlines.
W lipcu 2009 Air China zainwestowała 19,3 miliona dolarów w swoją spółkę zależną Air Macau, która popadła w kłopoty, podnosząc swoje udziały w spółce z 51% do 80,9%. Miesiąc później linie wydały 6,3 miliarda HKD (813 milionów USD) na zwiększenie swoich udziałów w liniach Cathay Pacific z 17,5% do 29,99% rozszerzając swoją obecność w Hongkongu. Obie linie planują zwiększyć współpracę między sobą w przyszłości.
W lipcu 2010 Air China zakończyła zwiększanie udziałów w Shenzhen Airlines Company Limited, przejmując kontrolę nad Shenzhen Airlines. Przejęcie tych linii pozwoliło Air China na dalsze wzmocnienie swojej pozycji w Pekinie, Chengdu i Szanghaju, czego skutkiem było osiągnięcie bardziej zbalansowanej sieci połączeń regionalnych.
2 grudnia 2010 Air China otrzymała najwyższą nagrodę hiszpańskiej branży turystycznej „Plaque for Tourist Merit”. Jest to pierwsza zagraniczna linia lotnicza, która otrzymała tę nagrodę, przyznawaną dla osób i przedsiębiorstw, które wniosły wkład w hiszpańską branżę turystyczną.
Na początku 2016 linie zawarły umowę na zakup 6 samolotów Boeing 777-300ER. Wartość umowy sięga 2 mld USD.

## Kierunki lotów

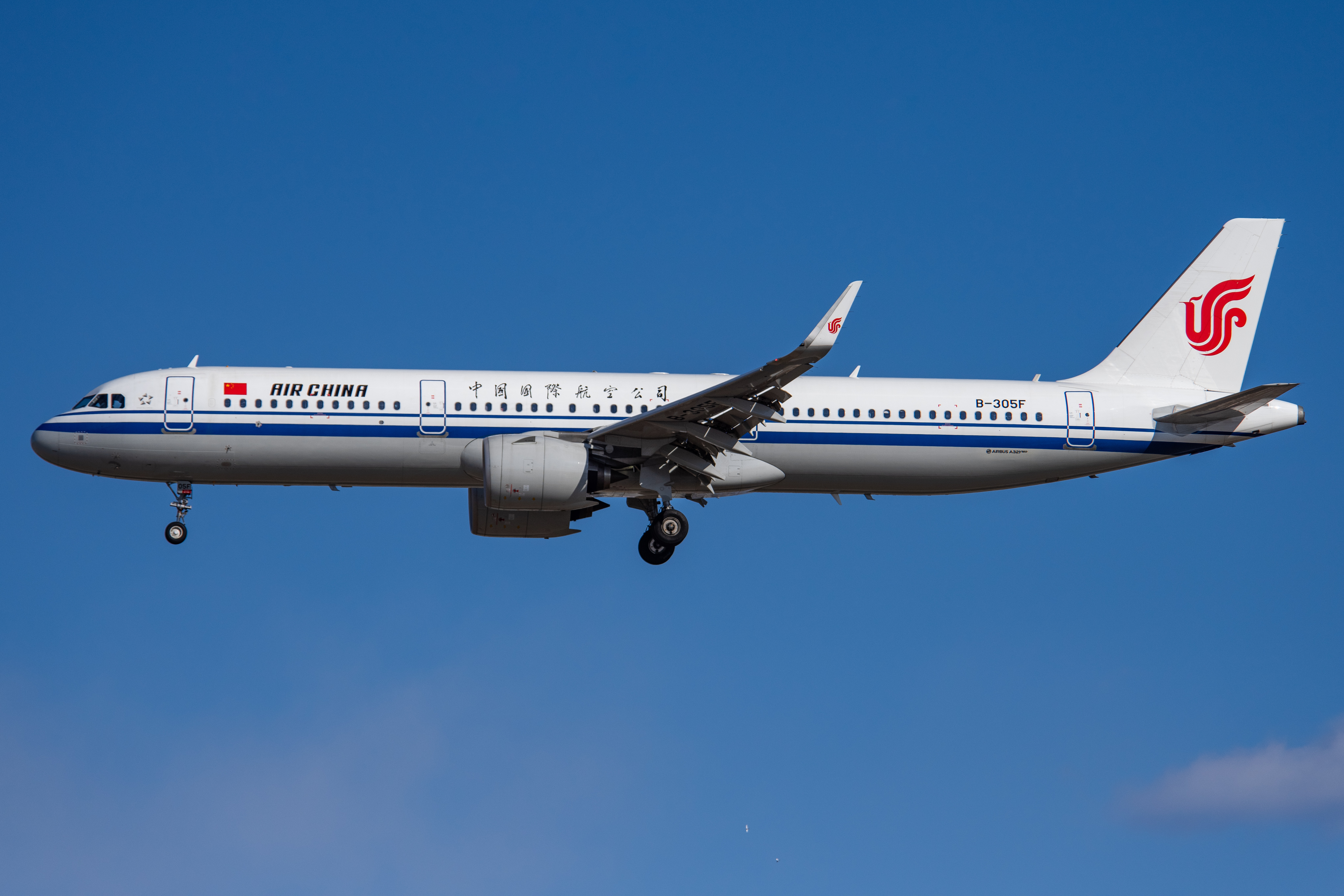
Airbus A321neo linii Air China

Sieć połączeń Air China rozciąga się z Azji na Bliski Wschód, Europę, Afrykę, Amerykę Północną i Amerykę Południową. Większość lotów odbywa się z lotniska w Pekinie. Znaczącą liczbę połączeń do Azji, Europy i Australii obsługuje również port lotniczy Szanghaj-Pudong. Część międzynarodowych lotów obsługiwana jest z portów lotniczych w Chengdu, Chongqing, Dalian, Dubaju, Hangzhou, Kunming, Madrytu, Nanning i Xiamen. 10 grudnia 2006 linie wykonały swój pierwszy lot do São Paulo (przez Madryt), który był pierwszym połączeniem z Ameryką Południową. To połączenie było najdłuższą trasą obsługiwaną przez Air China. Pierwotnie obsługiwały je samoloty Boeing 767-300, jednak ze wzrostem popularności zmieniono typ samolotu na Airbus A330-200. Połączenie zawieszono we wrześniu 2008 roku, jednak 20 grudnia 2009 roku przywrócono je.
Air China uruchomiły połączenia do miasta Ho Chi Minh. Od 27 marca 2011 linie mają trzecie połączenie z Niemcami na trasie Pekin – Düsseldorf. W tym samym roku 15 czerwca otwarte zostało połączenie Pekin – Mediolan, które dopełniło istniejące połączenia Szanghaj – Mediolan. Dostawa w kwietniu 2011 nowych samolotów Boeing 777-300ER stanowiła – według linii – kręgosłup do przyszłych tras długodystansowych. Nowe maszyny zastąpiły dotychczasowe Boeingi 747 na trasach do Stanów Zjednoczonych, jednak przypuszczalnie ich debiut odbył się na europejskich trasach. 6 czerwca 2018 linia wznowiła połączenie Pekin – Pjongjang.

### Linie partnerskie

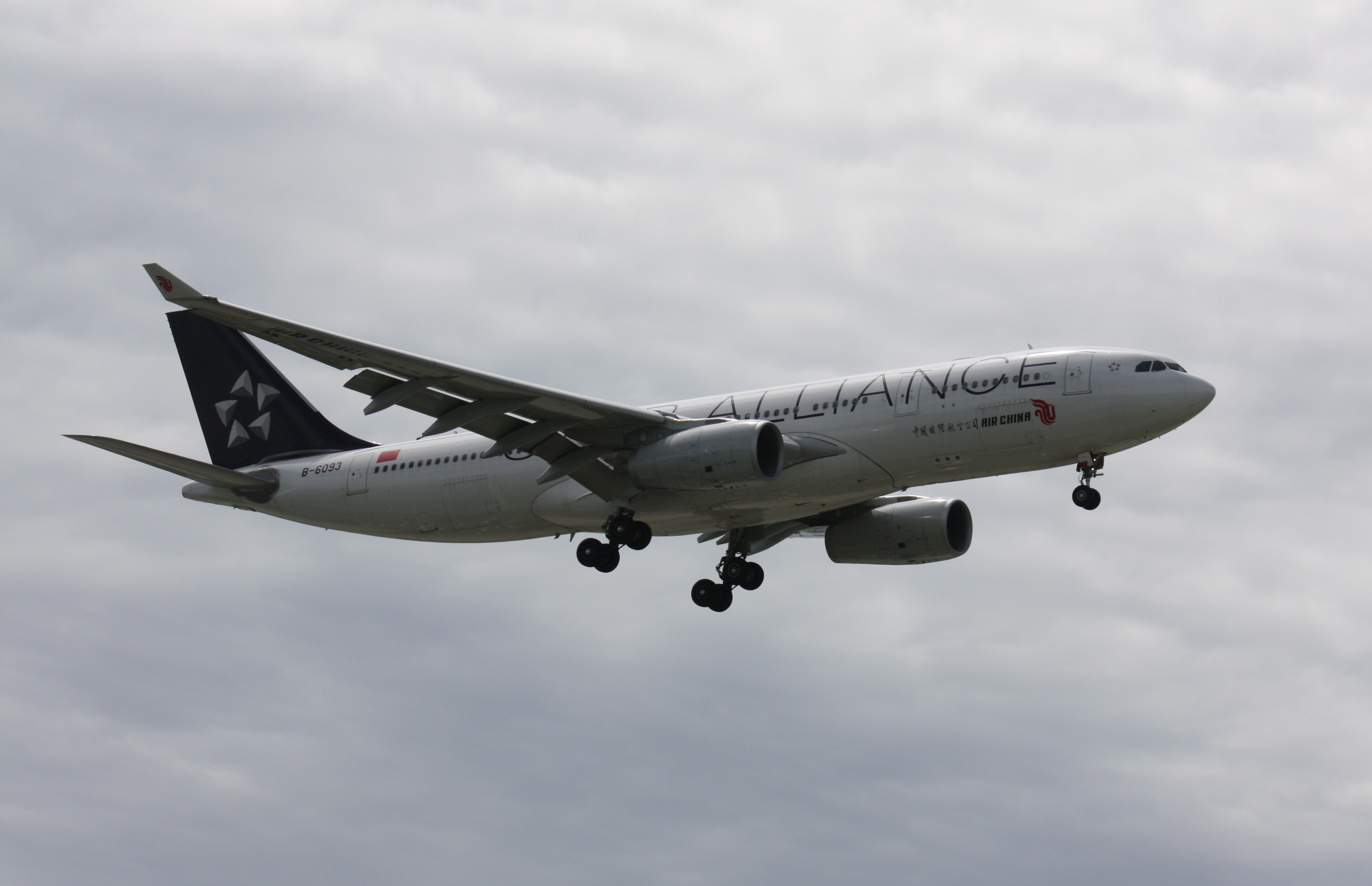
Airbus A330-243 w barwach Star Alliance ląduje na Lotnisku Vancouver

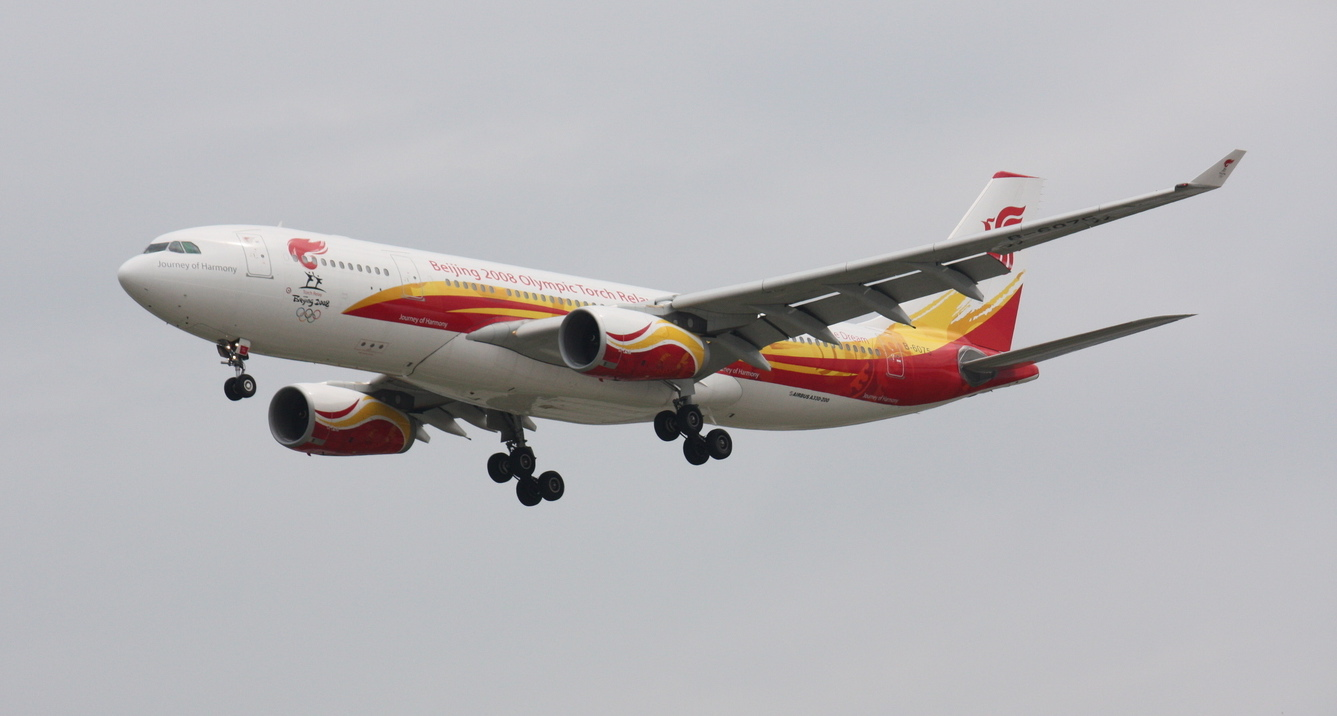
Airbus A330-243 w specjalnym malowaniu związanym z letnimi Igrzyskami Olimpijskimi w Pekinie

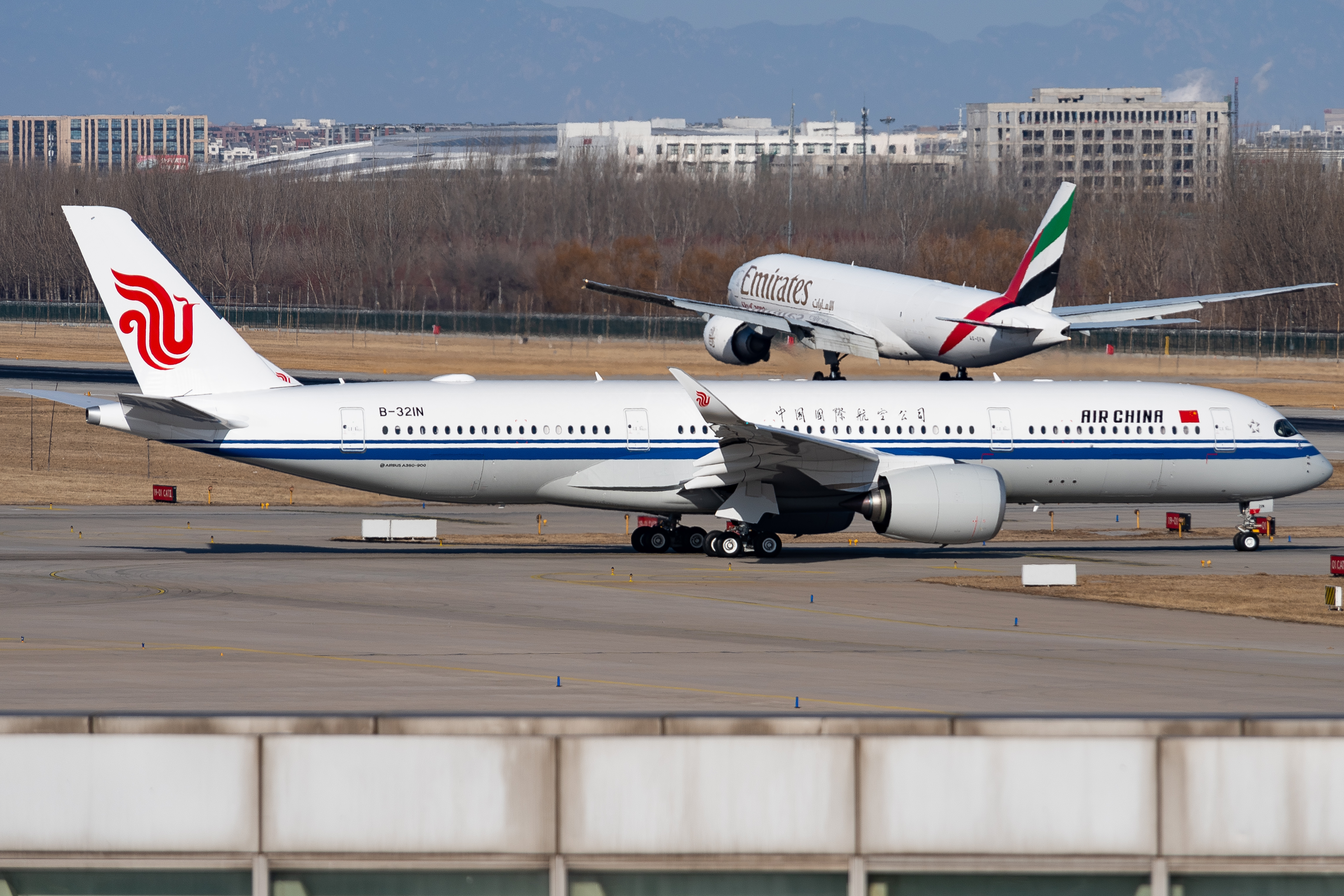
Airbus A350 Air China

Dołączenie Air China do sojuszu Star Alliance spowodowało zwiększenie obecności pozostałych linii należących do sojuszu w Chinach. Zgodnie z zasadą Star Alliance Pod jednym dachem wszyscy członkowie sojuszu przenieśli swoje operacje do trzeciego terminalu na lotnisku w Pekinie, głównego hubu Air China dla operacji międzynarodowych. Air China posiada umowy z następującymi liniami lotniczymi:
- Air Canada
- Air Macau
- Air New Zealand
- Air Serbia
- All Nippon Airways
- Asiana
- Austrian Airlines
- Cathay Pacific
- China Express
- Dragonair
- EgyptAir
- El Al
- Ethiopian Airlines
- EVA Air
- Finnair
- Hawaiian Airlines
- Juneyao Airlines
- Kunming Airlines(inne języki)
- LATAM Brasil
- LOT
- Lufthansa
- SAS
- Shandong Airlines
- Shenzhen Airlines
- Singapore Airlines
- South African Airways
- SWISS
- TAP Portugal
- Tibet Airlines
- Turkish Airlines
- UNI Air
- United Airlines
- Virgin Atlantic Airways

## Flota
Według stanu na sierpień 2025 flota Air China składała się z 502 samolotów o średnim wieku 9,9 lat:
| Samolot          | Samolot | Samolot   | Liczba miejsc | Liczba miejsc | Liczba miejsc | Liczba miejsc | Liczba miejsc | Uwagi                                |
| Model            | Aktywne | Zamówione | F             | B             | P             | E             | Łącznie       | Uwagi                                |
| ---------------- | ------- | --------- | ------------- | ------------- | ------------- | ------------- | ------------- | ------------------------------------ |
| Airbus A319-100  | 24      | –         | –             | 8             | –             | 120           | 128           |                                      |
| Airbus A319neo   | 1       | 3         | –             | 8             | –             | 120           | 128           |                                      |
| Airbus A320-200  | 38      | –         | –             | 8             | –             | 150           | 128           |                                      |
| Airbus A320neo   | 53      | –         | –             | 8             | –             | 150           | 128           |                                      |
| Airbus A321-200  | 61      | –         | –             | 12            | –             | 182           | 194           |                                      |
| Airbus A321neo   | 30      | 10        | –             | 12            | –             | 186           | 198           |                                      |
| Airbus A330-200  | 15      | –         | –             | 30            | –             | 207           | 237           |                                      |
| Airbus A330-200  | 15      | –         | –             | 18            | –             | 247           | 265           |                                      |
| Airbus A330-200  | 15      | –         | –             | 12            | –             | 271           | 283           |                                      |
| Airbus A330-300  | 28      | –         | –             | 30            | 16            | 255           | 301           |                                      |
| Airbus A330-300  | 28      | –         | –             | 36            | 20            | 255           | 311           |                                      |
| Airbus A350-900  | 30      | –         | –             | 32            | 24            | 256           | 312           |                                      |
| Boeing 737-700   | 17      | –         | –             | 8             | –             | 120           | 128           |                                      |
| Boeing 737-800   | 87      | –         | –             | 12            | –             | 147           | 159           |                                      |
| Boeing 737-800   | 87      | –         | –             | 8             | –             | 159           | 167           |                                      |
| Boeing 737-800   | 87      | –         | 8             | –             | –             | 168           | 176           |                                      |
| Boeing 737 MAX 8 | 28      | 3         | –             | 8             | –             | 168           | 176           |                                      |
| Boeing 747-400   | 2       | –         | 10            | 42            | –             | 292           | 344           |                                      |
| Boeing 747-8     | 7       | –         | 12            | 54            | 66            | 233           | 365           |                                      |
| Boeing 777-300ER | 28      | –         | 8             | 42            | –             | 261           | 311           |                                      |
| Boeing 777-300ER | 28      | –         | –             | 36            | –             | 356           | 392           |                                      |
| Boeing 787-9     | 14      | –         | –             | 30            | 34            | 229           | 293           |                                      |
| Comac ARJ21-700  | 35      | –         | –             | –             | –             | 90            | 90            |                                      |
| Comac C919       | 4       | 99        | –             | 8             | –             | 150           | 158           | W trakcie dostawy w latach 2024–2031 |
| Łącznie          | 502     | 115       |               |               |               |               |               |                                      |

### Wycofane
| Samolot                 | Samolot  | Okres dostawy | Okres wycofania | Uwagi                                           |
| Model                   | Wycofane | Okres dostawy | Okres wycofania | Uwagi                                           |
| ----------------------- | -------- | ------------- | --------------- | ----------------------------------------------- |
| Airbus A319-100         | 12       | 2002-2004     | 2012-2025       | 3 maszyny przekazane w 2012 do Rossiya Airlines |
| Airbus A320-200         | 15       | 2002-2017     | 2016-2023       |                                                 |
| Airbus A330-200         | 15       | 2006-2011     | 2021-2025       | 3 maszyny przekazane do Air China Cargo         |
| Airbus A330-300         | 1        | 2014          | 2019            |                                                 |
| Airbus A340-300         | 6        | 2001-2003     | 2013-2014       |                                                 |
| Boeing 707-300          | 2        | 1988          | 1993            |                                                 |
| Boeing 737-200          | 3        | 1988          | 1995            |                                                 |
| Boeing 737-300          | 45       | 1988-2005     | 1992-2014       |                                                 |
| Boeing 737-600          | 6        | 2003-2004     | 2008-2009       |                                                 |
| Boeing 737-700          | 7        | 2004-2006     | 2012-2025       |                                                 |
| Boeing 737-800          | 62       | 1999-2018     | 2010-2024       |                                                 |
| Boeing 747-200          | 3        | 1988          | 1997-2001       |                                                 |
| Boeing 747-400          | 12       | 1990-1999     | 2001-2024       | 3 maszyny przekazane do Air China Cargo         |
| Boeing 747SP            | 4        | 1988-1992     | 1999-2000       |                                                 |
| Boeing 757-200          | 13       | 2003-2004     | 2010-2015       |                                                 |
| Boeing 767-200          | 6        | 1988-1989     | 2002-2009       |                                                 |
| Boeing 767-300          | 9        | 1992-2004     | 2007-2012       |                                                 |
| Boeing 777-200          | 10       | 1998-2001     | 2015-2018       |                                                 |
| British Ae 146-100      | 4        | 1988          | 2003            |                                                 |
| Hawker Siddeley Trident | 5        | 1988          | 1990-1991       |                                                 |
| Łącznie                 | 240      |               |                 |                                                 |

## Phoenix Miles

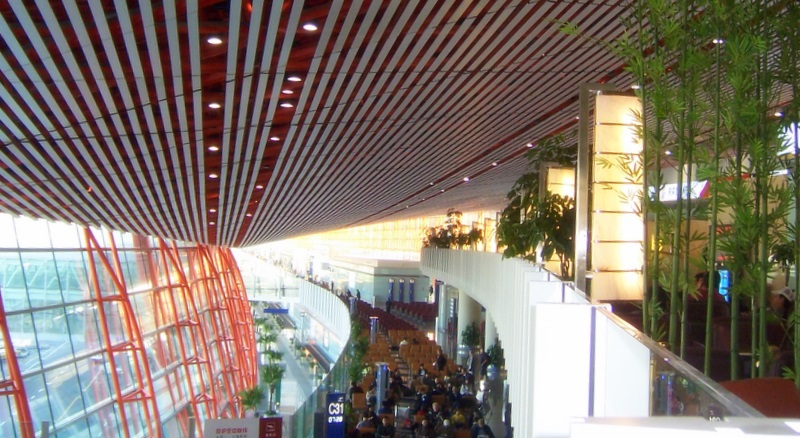
Salon Air China (obok bambusów) w trzecim terminalu portu lotniczego w Pekinie, głównego hubu linii

Phoenix Miles (chiń. upr. 国航知音, w tłumaczeniu: „Najlepsi przyjaciele Air China”) to program lojalnościowy linii Air China. Jest to pierwszy tego typu program w Chinach. Powstał w celu nagradzania częstych pasażerów na trasach krajowych i międzynarodowych linii Air China oraz jej linii partnerskich.

## Cargo
Air China Cargo jest spółką zależną Air China specjalizująca się w przewozach cargo. Transportuje towary do 36 miast w 27 krajach na całym świecie. Jej siedziba mieści się w porcie lotniczym Pekin.
Według stanu na maj 2025 w skład linii wchodziło 20 samolotów o średnim wieku 12,4 lat:
| Samolot         | Samolot | Samolot   | Uwagi |
| Model           | Aktywne | Zamówione | Uwagi |
| --------------- | ------- | --------- | ----- |
| Airbus A330-200 | 5       | 2         |       |
| Boeing 747-400  | 3       | –         |       |
| Boeing 777F     | 12      | 1         |       |
| Łącznie         | 20      | 3         |       |

## Wypadki i incydenty
- 15 kwietnia 2002 Boeing 767 ze 166 osobami na pokładzie rozbił się na wzgórzu w Pusan w Korei Południowej. Zginęło wtedy 129 osób.